# LEGABIBO
Lesbianas, Gays y Bisexuales de Botsuana (LEGABIBO, en inglés Lesbians, Gays & Bisexuals of Botswana) es un grupo de defensa de los derechos humanos de Botsuana cuyo objetivo principal es buscar derechos legales y sociales para la comunidad LGBT en Botsuana. Es la primera organización centrada en los derechos LGBT registrada en Botsuana después de años de oposición oficial. La organización tiene como objetivo reducir la discriminación de las personas LGBT y abogar por el reconocimiento de las parejas del mismo sexo a efectos de adopción, acceso a beneficios sociales y matrimonio entre personas del mismo sexo.

## Historia
LEGABIBO fue fundada en 1998  bajo los auspicios de Ditshwanelo, una ONG de derechos humanos como proyecto paralelo que representa a una comunidad informal de lesbianas y gays en Botsuana. Obtener reconocimiento oficial y protección legal para las relaciones entre personas del mismo sexo en la conservadora Botsuana era un objetivo del grupo informal. Sin embargo, el registro de la organización resultó ser un desafío en Botsuana porque los funcionarios del gobierno decidieron que la práctica de relaciones entre personas del mismo sexo viola la sección 164 del código penal  y otros mantuvieron que el registro de una organización de derechos de los homosexuales crearía desorden en la sociedad.
En las etapas iniciales de su existencia, la organización no logró atraer suficientes recursos para sostener sus actividades hasta que la organización BONELA (Botswana Network of Ethics, Law and HIV; Red de Ética, Derecho y VIH de Botsuana) decidió brindar algo de apoyo. BONELA brindó apoyo para sus luchas legales y un espacio para coordinar actividades y organizar talleres para discutir temas que afectan a la comunidad LGBT en Botsuana. En 2005, LEGABIBO solicitó el registro, su primer intento de obligar al gobierno a tomar una decisión sobre su posición e interpretación de la ley relativa al registro de las ONG a favor de los derechos LGBT. Después de dos años, la solicitud fue rechazada. En 2012, la organización volvió a solicitar el registro en el departamento de Registro Nacional y Civil de Botsuana, pero se le denegó el registro porque la Constitución no reconoce las uniones entre personas del mismo sexo y los objetivos del grupo contravienen el artículo 7(2) de la Ley de Sociedades. La negativa fue impugnada por LEGABIBO, que estuvo representada por la exjueza del Tribunal Superior Unity Dow, con el apoyo de BONELA, el Southern Africa Litigation Center (SALC) y la Open Society Initiative of Southern Africa (OSISA). El grupo obtuvo sentencia favorable en el tribunal superior en noviembre de 2014 y en el Tribunal de Apelación en marzo de 2016.

## Eventos

### Batho Ba Lorato
LEGABIBO presenta Batho Ba Lorato, un festival de cine queer para crear conciencia sobre cuestiones LGBT, promover la libertad de expresión y la tolerancia. El tercer festival se celebró el 28 de febrero de 2015 en el auditorio de la Universidad de Botsuana.

### Día Internacional Contra la Homofobia y la Transfobia
La organización con BONELA celebra el Día Internacional Contra la Homofobia y la Transfobia y aprovecha la ocasión para crear conciencia sobre las preocupaciones en materia de derechos humanos. En 2015, el evento se utilizó para hacer campaña contra la cirugía genital a bebés intersexuales.